# Еціо Селла
Еціо Селла (італ. Ezio Sella, нар. 11 квітня 1956, Рим) — італійський футболіст, що грав на позиції нападника. По завершенні ігрової кар'єри — тренер.
Виступав, зокрема, за клуби «Фіорентина» та «Сампдорія».

## Ігрова кар'єра
Народився 11 квітня 1956 року в місті Рим. Вихованець футбольної школи клубу «Рома».
У дорослому футболі дебютував 1976 року виступами за команду клубу «Вітербезе», в якій провів один сезон, взявши участь у 30 матчах чемпіонату. 
Своєю грою за цю команду привернув увагу представників тренерського штабу клубу «Фіорентина», до складу якого приєднався 1977 року. Відіграв за «фіалок» наступні три сезони своєї ігрової кар'єри. Більшість часу, проведеного у складі «Фіорентини», був основним гравцем атакувальної ланки команди.
Протягом 1980—1981 років захищав кольори команди клубу «Брешія».
1981 року уклав контракт з клубом «Сампдорія», у складі якого провів наступний рік своєї кар'єри гравця. Граючи у складі «Сампдорії» також здебільшого виходив на поле в основному складі команди.
Згодом з 1982 по 1988 рік грав у складі команд клубів «Болонья», «Верона», «Ареццо», «Анкона» та «Чівітавеккія».
Завершив професійну ігрову кар'єру у клубі «Лодіджані», за команду якого виступав протягом 1988—1989 років.

## Кар'єра тренера
Розпочав тренерську кар'єру 1993 року як тренер молодіжної команди клубу «Рома».
1997 року став головним тренером команди «Рома», тренував «вовків» один рік.
Згодом протягом у 2001 році очолював тренерський штаб клубу «Палермо».
2004 року вдруге прийняв пропозицію попрацювати у клубі «Рома». Того ж року залишив «вовків».
Надалі входив до тренерських штабів клубів «Удінезе», «Емполі», «Сієна», «Болонья» та «Дженоа».
Наразі останнім місцем тренерської роботи був клуб «Палермо», в якому Еціо Селла був одним з тренерів головної команди протягом 2013 року.